# Zorzines chiangmaiensis
Zorzines chiangmaiensis là một loài bướm đêm trong họ Noctuidae.